# Saint-Priest-les-Fougères
Saint-Priest-les-Fougères is een gemeente in het Franse departement Dordogne (regio Nouvelle-Aquitaine) en telt 412 inwoners (1999). De plaats maakt deel uit van het arrondissement Nontron.

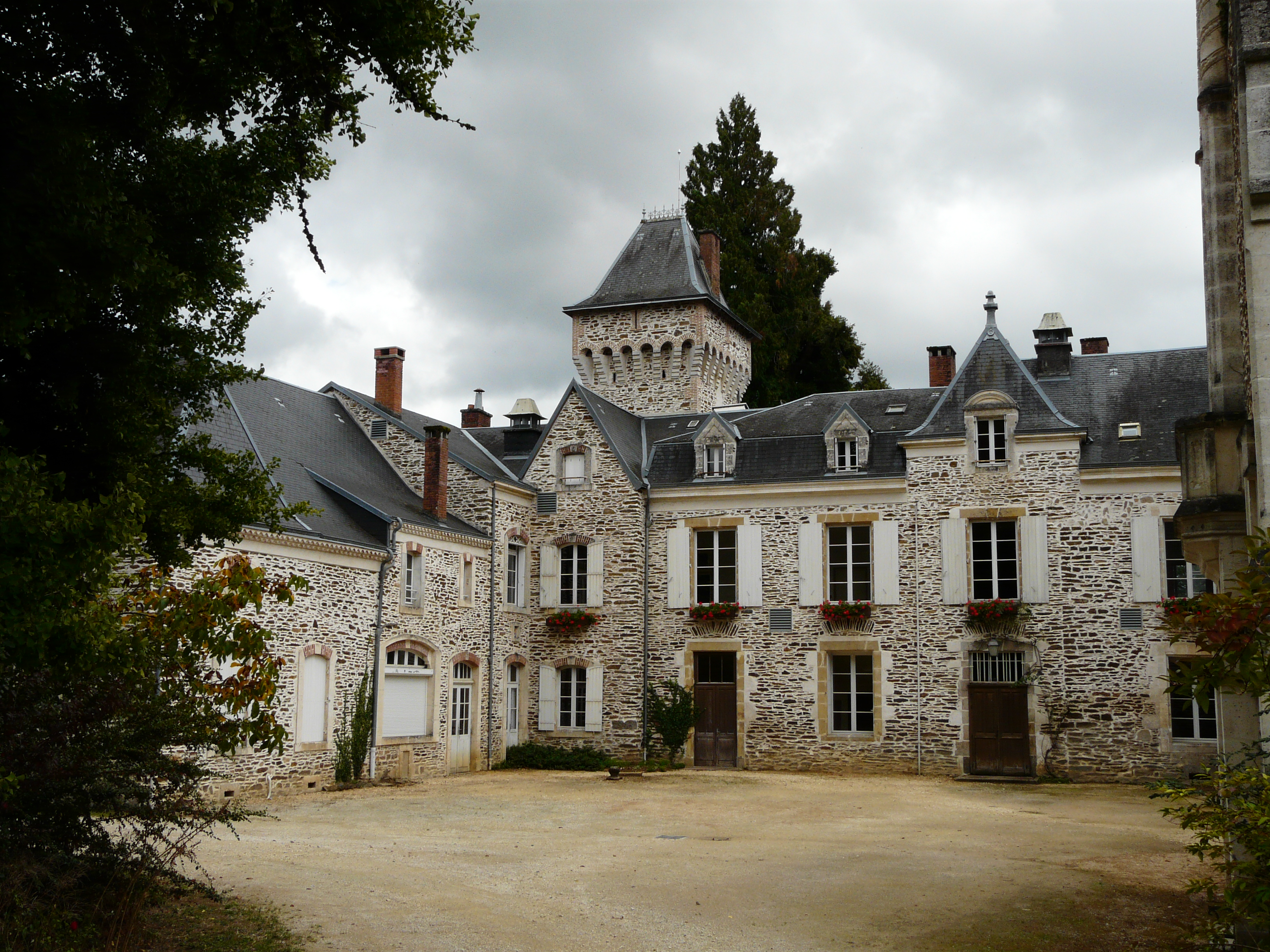
Kasteel bij Saint-Priest-les-Fougères
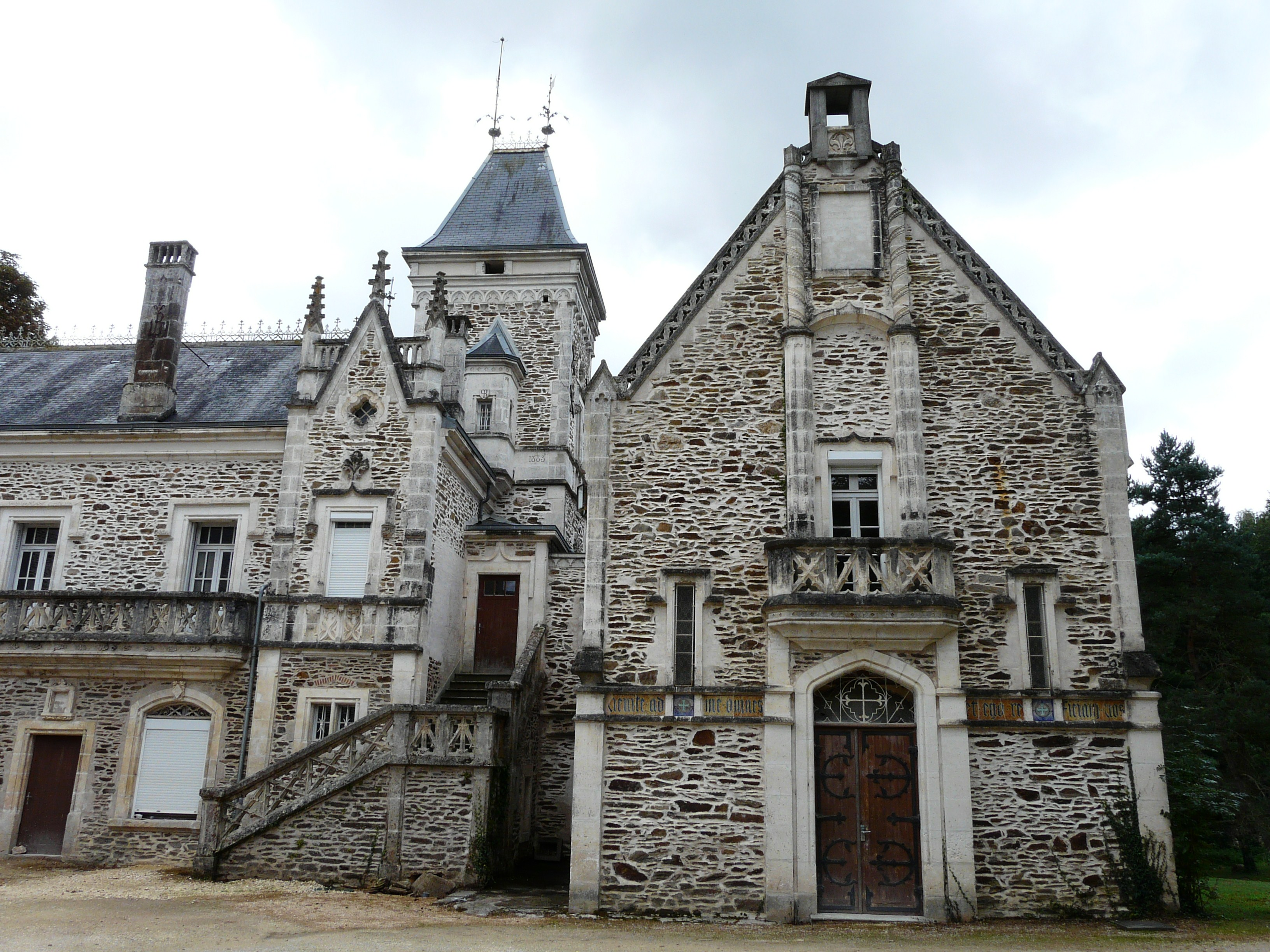
Kapel bij Saint-Priest-les-Fougères

## Geografie
De oppervlakte van Saint-Priest-les-Fougères bedraagt 21,1 km², de bevolkingsdichtheid is 19,5 inwoners per km².
De onderstaande kaart toont de ligging van Saint-Priest-les-Fougères met de belangrijkste infrastructuur en aangrenzende gemeenten.

## Demografie
Onderstaande figuur toont het verloop van het inwonertal (bron: INSEE-tellingen).